# Reiner Möller
Reiner Möller (* 25. Oktober 1961) ist ein deutscher Polizist und Polizeipräsident von Aalen.

## Beruflicher Werdegang
Reiner Möller trat 1979 in den Dienst der Polizei Baden-Württemberg ein. 1996 stieg er in den gehobenen Dienst auf, 2002 in den höheren Dienst. Ab 2003 nahm Möller im Innenministerium Baden-Württemberg die Aufgabe als Referent beim Referat 36 – Technik wahr. 2004 wurde er stellvertretender Leiter und Leiter der Führungsgruppe des Spezialeinsatzkommandos (SEK BW) beim damaligen Bereitschaftspolizeipräsidium Baden-Württemberg. 2008 übernahm er beim Innenministerium Baden-Württemberg die Leitung des Teilprojektes Rollout im Projekt BOS-Digitalfunk Baden-Württemberg. 2010 wurde Möller Gesamtverantwortlicher dieses Projekts im Bundesland, 2013 gleichzeitig Leiter des Referates 64 – Führung und Einsatz beim Regierungspräsidium Stuttgart. Ab 2014 leitete er die Kriminalpolizeidirektion beim Polizeipräsidium Aalen.
Zum 1. August 2019 trat Reiner Möller die Nachfolge von Roland Eisele als Präsident des Polizeipräsidiums Aalen an.